# Джаферли
Джаферли е бивше село в Република Гърция, разположено на територията дем Синтика, област Централна Македония.

## География
Селото е било разположено в полите на Беласица (Белес или Керкини), източно от Горни Порой.

## История
В края на XIX век Джаферли е село, спадащо към Демирхисарската каза на Серски санджак. В „Етнография на вилаетите Адрианопол, Монастир и Салоника“, издадена в Константинопол в 1878 година и отразяваща статистиката на населението от 1873 година, Джаферли чифлик (Djaferli-tchiflik) е посочена като село с 24 домакинства и 70 жители българи.
В 1891 година Георги Стрезов пише за селото:
| „ | Джаферли, при полите на Беласица, на И от Порой. То е чифлик на х. Лазо от Солун. Освен земледелието, селянете се занимават и с дърварство. 60 къщи само българе. | “ |

Според статистическите изследвания на Васил Кънчов („Македония. Етнография и статистика“) към 1900 година Джаферли брои 100 жители българи и 50 цигани.
По данни на секретаря на екзархията Димитър Мишев („La Macédoine et sa Population Chrétienne“) в 1905 година в Джеферли (Djeferli) има 120 българи патриаршисти гъркомани.